# Alberto Rodríguez Barrera
Alberto Rodríguez Barrera (1 d'abril de 1974) és un exfutbolista mexicà.

## Selecció de Mèxic
Va formar part de l'equip mexicà a la Copa del Món de 2002.